# 藤沢市立六会小学校
藤沢市立六会小学校（ふじさわしりつ むつあいしょうがっこう）は、神奈川県藤沢市亀井野の文教地区に立地する公立小学校で、藤沢市で6番目に開設され、2015年5月1日現在の児童数が1171名のマンモス校。

## 沿革
出典
- 1891年（明治24年）7月29日 - 高等六会小学校として認可される。
- 1892年（明治25年）
  - 2月6日 - 尋常高等小学校と改称
  - 4月21日 - 不動ヶ丘に校舎を移転
- 1923年（大正12年）12月20日 - 校旗制定
- 1942年（昭和17年）3月10日 - 藤沢市に合併し、藤沢市国民学校と改称
- 1970年（昭和45年）6月11日 - 校歌制定（田崎栄蔵作詞・岡本敏明作詞）
- 1991年（平成3年）3月27日 - 百周年記念の「馬と子供像」建立
- 1999年（平成11年）10月2日 - 新校舎に引越

## 教育目標
出典
六つのあい
- 関わりあい
- 伝えあい
- 励ましあい
- 認めあい
- 深めあい
- 高めあい

## 学区
- 亀井野259～840（亀井野小部分除く）
- 亀井野1001～3092（一部除く）
- 亀井野1丁目一部（六会駅前高層住宅）
- 円行747～終（一部を除く）
- 円行1丁目の一部･2丁目
- 湘南台1～4丁目（一部除く)
- 今田番地一部[4]

## 進学先
- 藤沢市立六会中学校 - 亀井野地区から通う児童の進学先
- 藤沢市立湘南台中学校 - 亀井野地区以外から通う児童の進学先

## アクセス
- 小田急江ノ島線・相鉄いずみ野線・横浜市営地下鉄ブルーライン湘南台駅西口より徒歩15分
- 小田急江ノ島線六会日大前駅西口より徒歩15分[5]

## 著名な出身者
- 平川弘（元サッカー選手）